# Nadorah
Nadorah là một đô thị thuộc tỉnh Tiaret, Algérie. Dân số thời điểm năm 2002 là 7.03 người.